# Manus Vrauwdeunt
Manus Vrauwdeunt, né le 29 avril 1915 à Rotterdam et mort le 8 juin 1982, est un footballeur des années 1930 et 1940. Il a la particularité d'avoir été le plus petit joueur à avoir joué pour la sélection néerlandaise.

## Biographie
Les parents de Manus Vrauwdeunt viennent de Schiedam et s'installent à Rotterdam en 1898. Manus Vrauwdeunt naît en 1915 et grandit à Rosestraat dans le quartier de Feijenoord. Enfant, il joue au football dans la rue ou dans le parc voisin. Pour ses douze ans, son père lui offre une panoplie de footballeur, achetée au magasin d'Adriaan Koonings à Maashaven, accompagnée d'un formulaire d'inscription à Feyenoord. Il fait ses débuts dans l'équipe 3 de Feyenoord à 16 ans, lors d'une victoire face à l'équipe 2 de DFC. Il joue ensuite quelques matchs avec l'équipe 2 et débute dans l'équipe première lors d'une défaite 5 à 1 face à ZFC, le 20 décembre 1931. Il jouera au Feyenoord Rotterdam toute sa carrière.
Il devient à l'époque l'un des joueurs les plus populaires parmi les supporters qui lui chantent notamment une chanson faisant référence à sa passion pour la pêche,. Cette chanson, Haal op Manus! de Bob Scholte, est alors un tube aux Pays-Bas et les supporters l'entonnent en son honneur lors des matchs. Il remporte trois fois le championnat (1936, 1938 et 1940) et une fois la coupe des Pays-Bas en 1935. Il marque 123 buts en 253 matchs, ce qui fait de lui l'un des meilleurs buteurs de l'histoire de Feyenoord. Lors de la Seconde Guerre mondiale, il met en suspens sa carrière de joueur et part entraîner quelque temps le club de BVV à partir d'août 1943. Puis, en 1944, il entraîne pendant quatorze jours le RKVV Rumpen à Brunssum. Revenu ensuite à Feyenoord le 13 juin 1945 à l'occasion d'une victoire 3 à 1 face à Neptunus lors de la Bevrijdingsbeker, il est exclu du club en mai 1948 à la suite d'une affaire de vol d'argent dans les vestiaires. Il sera accepté à devenir à nouveau membre du club en 1956.
En tant qu'attaquant, Manus Vrauwdeunt a été international néerlandais à une seule occasion. Il est décrit par la presse de l'époque comme étant enthousiaste et polyvalent. Habitué à être remplaçant en équipe nationale, notamment lors de la Coupe du monde 1934, il profite de la blessure de Kick Smit pour être titularisé contre la Suisse le 7 mars 1937 à Amsterdam,. Impliqué lors du premier but, il inscrit le second but des Pays-Bas à la 70e minute, permettant à l'équipe de l'emporter 2-1. Bien que la presse salue sa prestation, il ne jouera pas d'autre match,. Cette sélection lui vaudra de devenir le plus petit joueur jamais sélectionné, Vrauwdeunt mesurant 1 mètre 59 et chaussant du 38.

## Clubs
- 1931-1948 :  Feyenoord Rotterdam

## Palmarès
- Coupe des Pays-Bas de football
  - Vainqueur en 1935
  - Finaliste en 1934
- Championnat des Pays-Bas de football
  - Champion en 1936, en 1938 et en 1940
  - Vice-champion en 1932, en 1933, en 1937 et en 1943